# رابرت وات
رابرت وات (انگلیسی: Robert Lawson Vaught; ۴ آوریل ۱۹۲۶ – ۲ آوریل ۲۰۰۲) منطق ریاضی‌دان و از بنیانگذاران نظریه مدل بود.
وی همچنین برندهٔ جوایزی همچون کمک‌هزینه گوگنهایم شده‌است.